# Voacanga africana
Voacanga africana är en oleanderväxtart som beskrevs av Otto Stapf och Scott-elliot. Voacanga africana ingår i släktet Voacanga och familjen oleanderväxter. Inga underarter finns listade i Catalogue of Life.